# アンドレア・コッリネッリ
アンドレア・コッリネッリ（Andrea Collinelli、1969年7月2日 - ）は、イタリア、ラヴェンナ出身の元自転車競技選手

## 来歴
1987年
- ジュニア世界選手権自転車競技大会 団体追抜 2位

1995年
- トラックレース世界選手権
  - 個人追抜 2位

1996年
- アトランタオリンピック
  -  個人追抜 優勝
  - 団体追抜 4位
- トラックレース世界選手権
  -  団体追抜 優勝（+ アドレール・カペッリ、クリスティアーノ・チットン、マウロ・トレンティーニ）
  - 個人追抜 2位

1997年
- トラックレース世界選手権
  -  団体追抜 優勝（+ アドレール・カペッリ、クリスティアーノ・チットン、マリオ・ベネトン）
  - 個人追抜 3位

1998年
- トラックレース世界選手権
  - マディソン 2位
  - 団体追抜 3位
- グルノーブル6日間レース 優勝（+ アドリアーノ・バッフィ）

1999年
- グルノーブル6日間レース 優勝（+ アドリアーノ・バッフィ）
- セイ・ジョルニ・デッレ・ローゼ 優勝（+ マリオ・チポッリーニ）

2000年
- セイ・ジョルニ・デッレ・ローゼ 優勝（+ シルヴィオ・マルティネッロ）
- イタリア選手権 マディソン 優勝（+ シルヴィオ・マルティネッロ）
- 国内選手権終了後にドーピング陽性反応が確認されたためイタリア代表を外され、加えて10ヶ月間の出場停止処分がくだった。